# Bougierohr
Ein Bougierohr ist ein flexibler, meist schwarzer Kunststoffschlauch, in dem beispielsweise im Kraftfahrzeugbau Stromleitungsadern relativ locker zusammengefasst werden, um sie geführt und geschützt zu montieren. In einem Bougierohr verlegte Leitungsadern lassen sich in der Regel leicht wieder herausziehen.
Das Bougierohr ist in unterschiedlichen Innendurchmessern als Meterware verfügbar.
Das Bougierohr ist nicht mit dem Schrumpfschlauch zu verwechseln.
Der Name leitet sich von französisch la bougie „Zündkerze“ her.